# Sołtan Aleksandrowicz Sołtan
Sołtan Aleksandrowicz Sołtan herbu własnego (zm. przed 1495 rokiem) – namiestnik nowogródzki w latach 1486–1487, marszałek hospodarski w latach 1482–1493, namiestnik słonimski w 1482 roku, podskarbi dworny w 1476 roku.